# Arthur Silva
Arthur Silva Feitoza (26 de abril de 1995) es un futbolista brasileño que juega como centrocampista en el RB Omiya Ardija de la J2 League.

## Trayectoria

### Clubes
| Club                                 | País   | Año       |
| ------------------------------------ | ------ | --------- |
| C. A. Joseense                       | Brasil | 2014-2016 |
| C. A. Votuporanguense                | Brasil | 2017-2019 |
| Audax Rio (cedido)                   | Brasil | 2017      |
| E. C. Novo Hamburgo (cedido)         | Brasil | 2018      |
| Clube Náutico Marcílio Dias (cedido) | Brasil | 2018      |
| F. C. Tokyo (cedido)                 | Japón  | 2019      |
| F. C. Tokyo                          | Japón  | 2020-2023 |
| Yokohama FC (cedido)                 | Japón  | 2021      |
| Kataller Toyama (cedido)             | Japón  | 2022-2023 |
| RB Omiya Ardija                      | Japón  | 2024-     |

## Palmarés

### Títulos nacionales
| Título         | Club         | País  | Año  |
| -------------- | ------------ | ----- | ---- |
| Copa J. League | F. C. Tokyo  | Japón | 2020 |
| J3 League      | Omiya Ardija | Japón | 2024 |